# Yashima (1896)
Yashima (jap. 八島 Yashima)  – przeddrednot, drugi okręt liczącego dwie jednostki typu japońskich okrętów liniowych, zbudowany dla Cesarskiej Marynarki Wojennej Japonii pod  koniec XIX w. Były to pierwsze pancerniki marynarki japońskiej, zaprojektowane i zbudowane w Wielkiej Brytanii, jako że japoński przemysł stoczniowy nie był ówcześnie w stanie poradzić sobie z budową tak dużych jednostek. Projekt oparty był na planach okrętów budowanych ówcześnie dla Royal Navy. Okręt wziął udział w wojnie rosyjsko-japońskiej (1904–1905), włączając w to ataki na Port Artur w lutym i marcu 1904. W maju, pod Port Artur, „Yashima” wpadła na minę i zatonęła podczas próby holowania do bazy. Japończykom udało się przez rok zataić informację o stracie okrętu, uniemożliwiając Rosjanom wykorzystanie przewagi.

## Konstrukcja

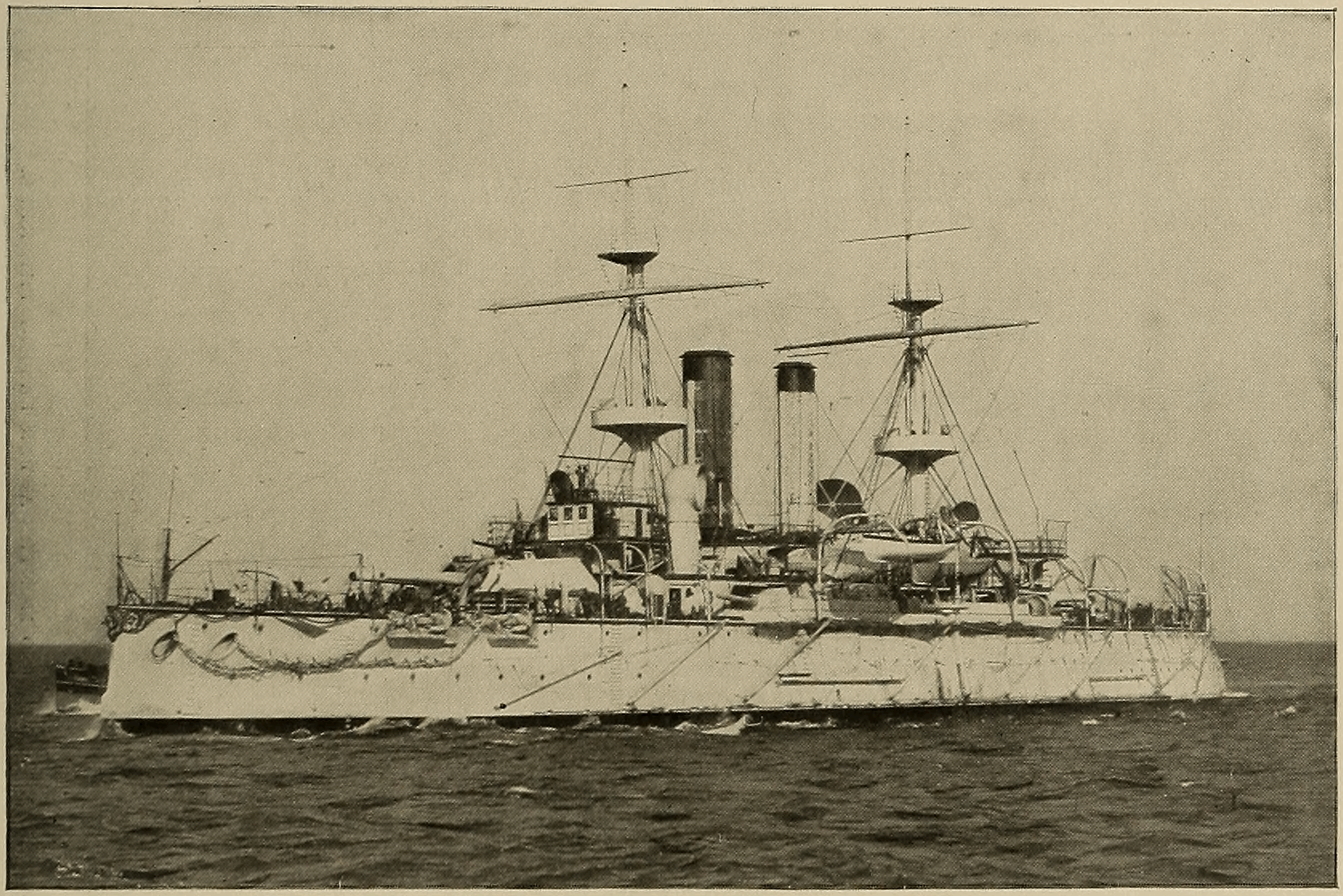
„Yashima” w 1898 roku

Długość całkowita pancernika wynosiła 125,6 m, szerokość 22,4 m, a normalne zanurzenie 7,9 m. Przy normalnym ładunku wypierał 12 430 ton (12 230 długich ton) i miał załogę liczącą 650 oficerów i marynarzy. „Yashima” została przystosowana do roli okrętu flagowego i posiadała dodatkowe kwatery dla admirała i jego sztabu.
„Yashimę” napędzały dwie trzycylindrowe, pionowe maszyny parowe potrójnego rozprężania firmy Humphrys Tennant. Tłoki miały skok 114,3 cm i średnice odpowiednio: 101,6, 149,86 i 223,52 cm (40, 59 i 88 cali). Parę dostarczało 10 cylindrycznych kotłów parowych rozmieszczonych w czterech przedziałach. Moc maszynowni wynosiła 13 500 ihp (10 100 kW) przy zastosowaniu  wymuszonego ciągu, co miało nadawać okrętowi prędkość 18,25 węzłów. Jednak na próbach maszyny okrętu osiągnęły moc 14 075 ihp, rozpędzając okręt do 19,46 węzła. Co do zapasu paliwa i zasięgu, podawane są rozbieżne dane: Jentschura, Jung i Mickel podają maksymalny zapas węgla 1200 ton, co pozwalało przepłynąć 4 000 mil morskich (7 400 km) z prędkością 10 węzłów, a Lengerer – 1130 ton, co miało dawać zasięg 7 000 Mm przy tej samej prędkości.
Głównym uzbrojeniem były cztery armaty 305 mm, o długości lufy 40 kalibrów (L/40), produkcji Elswick Ordnance Company, zamontowane parami w dwóch wieżach artyleryjskich na dziobie i rufie. Artylerię średniego kalibru stanowiło 10 dział kal. 152 mm (6 cali) typ 41 o długości lufy 40 kalibrów, strzelające amunicją z łuską (ang. quick firing – QF), cztery na pokładzie głównym w kazamatach, a sześć na pokładzie górnym, osłonięte maskami pancernymi. Do obrony przed torpedowcami służyło czternaście 47-mm 3-funtowych armat Hotchkissa i dziesięć 47-mm dział 2,5-funtowych, także Hotchkissa. Ponadto okręt miał pięć wyrzutni torpedowych kalibru 457 mm (18 cali), po dwie na każdej burcie i jedną na dziobie. Główny pas pancerny, wykonany ze stali Harveya, miał grubość od 457 do 356 mm. Kołpaki wież artylerii głównej były grube na 152 mm, a pokład pancerny był gruby na 64 mm.
Od swojego bliźniaka, „Fuji”, „Yashima” różniła się skróconą węzłówką rufową. Dodało jej to prawie węzeł prędkości i zmniejszyło promień skrętu, kosztem delikatniejszej konstrukcji rufy, na którą należało bardzo uważać podczas umieszczania okrętu w suchym doku, by nie dopuścić do jej opuszczenia pod własnym ciężarem i wykrzywienia.
W 1901 szesnaście armat kal. 47 mm zastąpiono taką samą liczbą dział 12-funtowych (76 mm, QF 12 pounder 12 cwt), co spowodowało zwiększanie liczby załogi do 652, a następnie do 741 osób.

## Budowa i służba

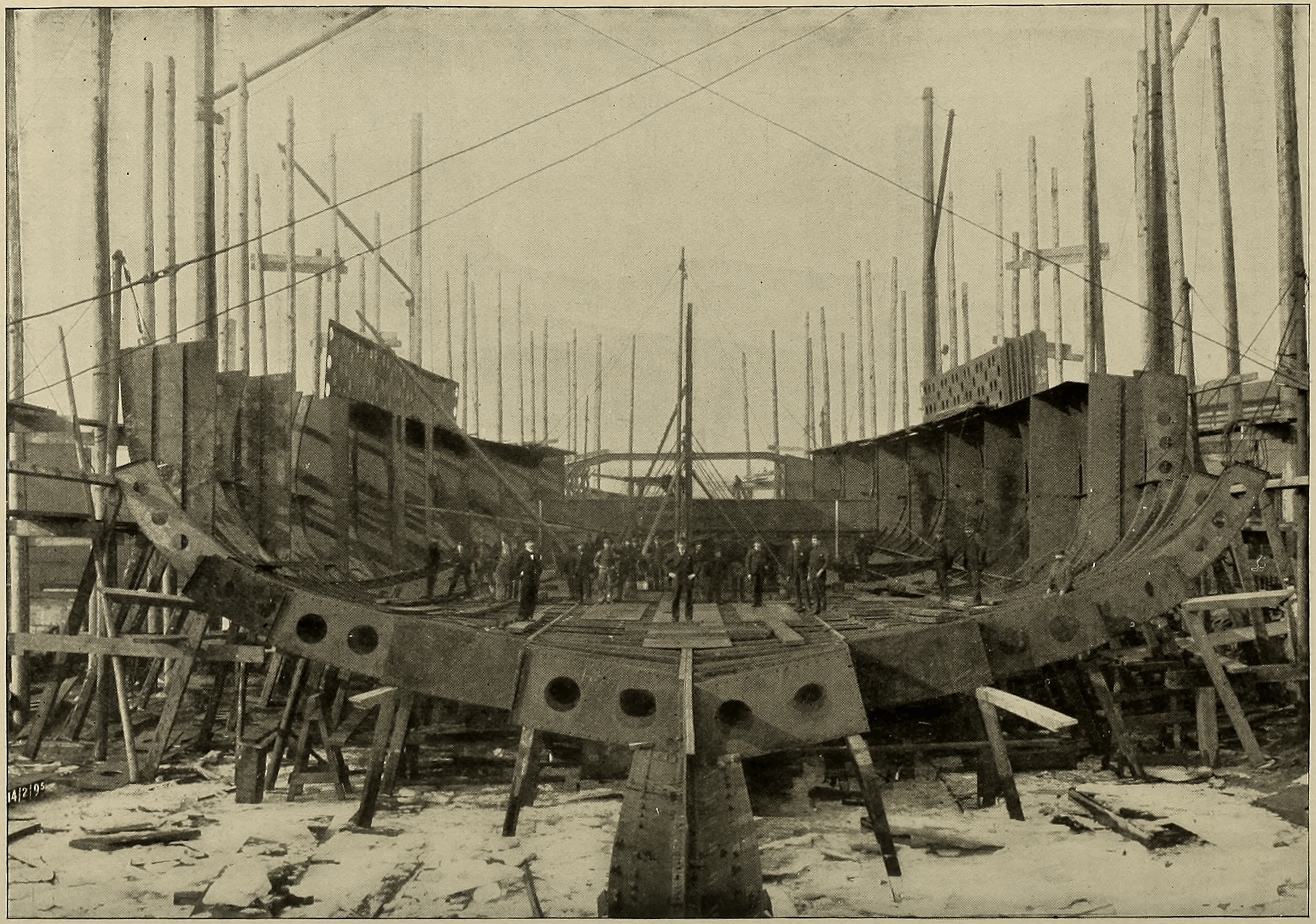
Budowa pancernika - dolna część kadłuba, ok. 2 mies. po położeniu stępki

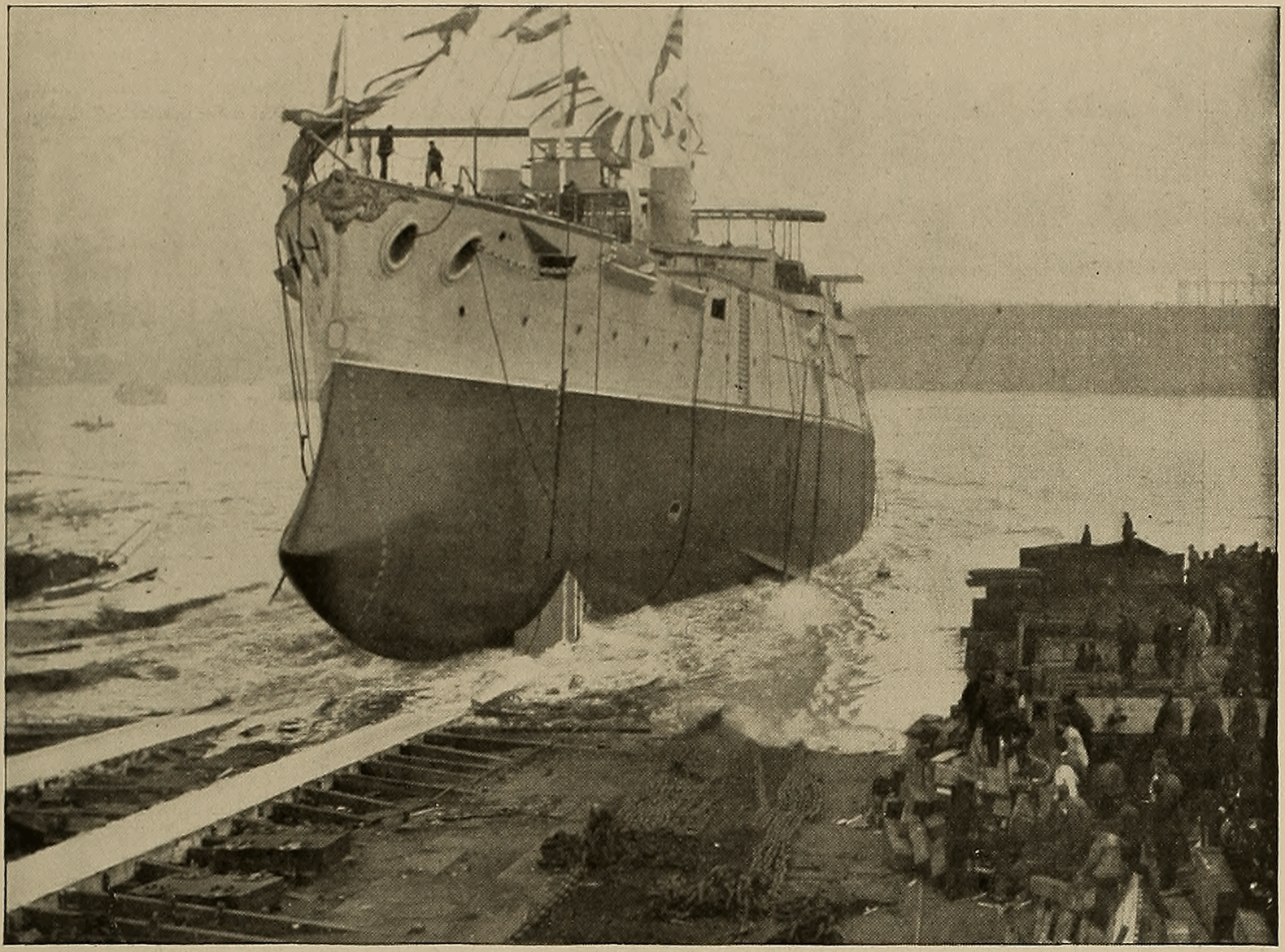
Wodowanie „Yashimy”

„Yashima”, której nazwa pochodziła od dawnej nazwy Japonii, została zamówiona w ramach programu budowy floty na rok 1894. Stępkę położono w stoczni Armstrong Whitworth w Elswick 6 grudnia 1894, nadając okrętowi numer stoczniowy 625. Uroczystość wodowania odbyła się 28 lutego 1896, a okręt został ukończony 17 sierpnia 1897. Całkowity koszt budowy wyniósł 10,5 mln yenów. Po przeprowadzeniu prób morskich „Yashima” opuściła Wielką Brytanię 15 września i przybyła do Yokosuki 30 listopada.
Początkowo przydzielona do Stałej Floty, głównej siły uderzeniowej Cesarskiej Marynarki Wojennej, lecz 20 listopada została przesunięta do rezerwy. 21 marca 1898 przeklasyfikowana na pancernik 1 klasy i przeniesiona do Stałej Floty, lecz dwa lata później ponownie znalazła się w rezerwie i pozostała w niej aż do 28 grudnia 1903, kiedy to otrzymała przydział do 1 Eskadry 1 Floty Połączonej Floty Japońskiej.
Na początku wojny rosyjsko-japońskiej, „Yashima”, dowodzona przez komandora Hajime Sakamoto, znajdowała się w składzie 1 Eskadry Pancerników 1 Floty. 9 lutego 1904 roku wiceadmirał Heihachirō Tōgō poprowadził 1 Flotę do ataku na rosyjskie okręty Floty Oceanu Spokojnego, zakotwiczone na redzie Port Artur. Japoński dowódca spodziewał się większego sukcesu nocnego ataku swoich torpedowców i oczekiwał, że Rosjanie będą osłabieni i zdezorganizowani. Rosjanie jednak byli przygotowani i gdy patrolujący podejścia do twierdzy krążownik pancernopokładowy „Bojarin” dostrzegł siły japońskie, podnieśli alarm. Tōgō zdecydował się skierować główne uderzenie na twierdzę, dlatego artyleria główna okrętów japońskich ostrzeliwała forty, a przeciw okrętom rosyjskim zostały skierowane działa artylerii średniej. Podział ognia nie był dobrym pomysłem, bo choć obie strony osiągnęły wiele trafień, to japońskie pociski kal. 203 i 152 mm nie wyrządziły wielkich szkód jednostkom rosyjskim (które straciły 17 ludzi), podczas gdy Japończycy mieli 60 rannych i zabitych, zanim Tōgō zdecydował się na odwrót. „Yashima” nie została trafiona.
10 marca „Yashima” i „Fuji” zbombardowały na ślepo kotwicowisko w Port Artur, strzelając ponad górami, w poprzek Półwyspu Liaotuńskiego, z południowego zachodu, z dystansu ok. 9,5 km, nie wyrządzając większych szkód, mimo wystrzelenia łącznie 154 pocisków kal. 305 mm. Niewielkie uszkodzenia odniosły pancerniki „Cesariewicz” i „Retwizan” (ten ostatni trafiony w to samo miejsce, w które trafiła uprzednio japońska torpeda). Gdy japońskie pancerniki podjęły podobną próbę 22 marca, dostały się pod ogień przeniesionych tam, na rozkaz adm. Stiepana Makarowa, dział rosyjskiej artylerii nadbrzeżnej oraz okrętów rosyjskich, których ogień korygowali obserwatorzy umieszczeni na wzgórzach. Japończycy przerwali akcję po tym, jak „Fuji” został trafiony pociskiem 305 mm.
„Yashima” uczestniczyła w starciu 13 kwietnia, gdy Tōgō udało się wywabić z portu dwa pancerniki Eskadry Pacyfiku. Rosjanie, dostrzegłszy pięć japońskich okrętów liniowych, zawrócili do portu, lecz ich okręt flagowy „Pietropawłowsk” wpadł na minę, postawioną poprzedniej nocy przez okręty japońskie. Pancernik zatonął w dwie minuty po eksplozji komór amunicyjnych. Sukces zachęcił Tōgō do kontynuacji bombardowań z dużego dystansu, na co Rosjanie odpowiedzieli, kładąc nowe pola minowe. Nowe pole z 50 min, o długości ok. 1 mili morskiej, było wynikiem inicjatywy dowódcy rosyjskiego stawiacza min „Amur”, kmdr. por. Fiodora Iwanowa. Zaobserwował on, że okręty japońskie ostrzeliwują Port Artur stale z tej samej pozycji; wbrew dowódcy rosyjskiej eskadry, adm. Witgeftowi, który nie pozwolił postawić zapory minowej dalej niż 15 tys. metrów od brzegu, Iwanow ustawił ją w odległości 20 tys. metrów – tam, gdzie zwykle kursowały japońskie okręty.
14 maja 1904, pancerniki „Hatsuse” (okręt flagowy), „Shikishima”, „Yashima”, krążownik pancernopokładowy „Kasagi” i okręt kurierski „Tatsuta” wyszły na morze, by zastąpić eskadrę blokującą rosyjską bazę. Następnego ranka dywizjon wpadł na rosyjskie pole minowe. Eksplozja pod „Hatsuse” pozbawiła okręt możliwości sterowania, a gdy „Yashima” ruszyła na pomoc, wpadła na dwie miny. Jedna rozerwała burtę na wysokości tylnej lewej kotłowni, a druga z przodu, na wysokości wyrzutni torpedowych, także na sterburcie. Okręt nabrał 9° przechyłu, który powoli powiększał się w ciągu dnia. 

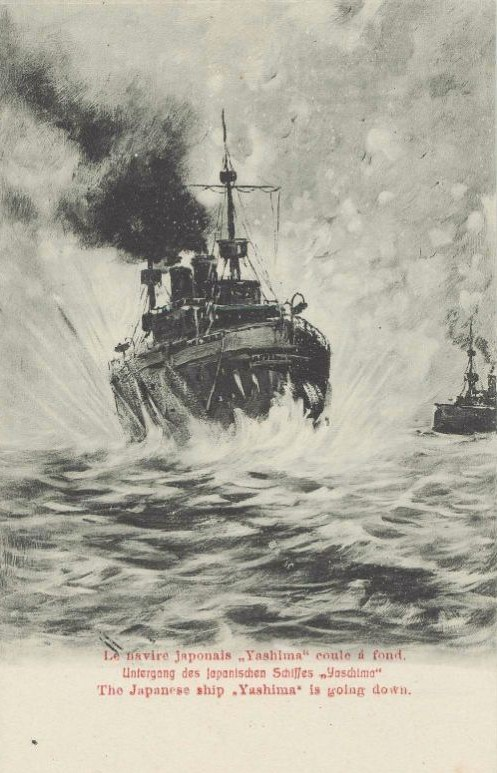
„Yashima” na rosyjskiej minie – pocztówka z epoki

„Yashima” została odholowana z pola minowego na północ w kierunku bazy japońskiej w archipelagu Elliot Islands, ale przecieków nie udało się opanować i ok. godz. 17:00 komandor Sakamoto nakazał rzucić kotwicę niedaleko Encounter Rock, by załoga mogła opuścić okręt. Po odśpiewaniu Kimigayo, japońskiego hymnu narodowego, marynarze zeszli z pancernika. Krążownik „Kasagi” podjął holowanie okrętu, ale jego przechył wciąż się pogłębiał i około trzech godzin później „Yashima” przewróciła się i zatonęła w pobliżu miejsca 38°34′N 121°40′E/38,566667 121,666667. Według S. Suligi z okrętem zginęło 319 ludzi. Zatonięcia pancernika nie zaobserwowały żadne jednostki rosyjskie, co umożliwiło Japończykom zatajenie tego faktu na ponad rok. Załoga „Yashimy” została rozdzielona między pomocnicze kanonierki pełniące służbę blokadową wokół Port Artur, a listy przez nią wysyłane do domu adresowane były tak, jakby wciąż pływali na swej macierzystej jednostce. Umiejętne zatajenie informacji o stracie pancernika (w dniu, w którym Japończycy stracili też „Hatsuse” i krążownik „Yoshino”), aż do 31 maja 1905, kiedy po zwycięstwie pod Cuszimą utrzymanie tajemnicy stało się zbędne, było komentowane w prasie jeszcze 10 lat później.